# Jaroslav Korolëv
Jaroslav Igorevič Korolëv (in russo Ярослав Игоревич Королёв?; Mosca, 7 maggio 1987) è un ex cestista russo, di ruolo ala grande.

## Carriera
È stato selezionato dai Los Angeles Clippers al primo giro del Draft NBA 2005 (12ª scelta assoluta).

## Palmarès
- Campionato russo: 1

CSKA Mosca: 2004-05